# ハロルド・ヘクト
ハロルド・ヘクト（Harold Hecht, 1907年7月1日 – 1985年5月26日）は、アメリカ合衆国の映画プロデューサー。

## 人物
ニューヨーク市生まれ。
16歳の時からニューヨークの舞台に立って以来、多くの古典舞台に出演し、1920年代後半ごろには メトロポリタン歌劇場 や マーサ・グレアムのカンパニーなどで踊った。
1930年代には映画作品におけるダンスシーンの監督も行った。
ヘクトは、ニューヨークの舞台で バート・ランカスターを見出し、彼をハリウッドへ持ち上げ、インデペンデント映画制作会社「ヘクト＝ランカスター・プロ」を一緒に立ち上げた。彼らの会社にはノーマ・プロダクションズ、ヘクト・ランカスター社があり、のちに ジェームズ・ヒルがくわわったため、ヘクト・ヒル・ランカスター社に変更になった。
1985年、ビバリーヒルズにてがんのため死去。78歳の誕生日から6日後、ウエストウッド・メモリアルパークに彼の遺体が埋葬された。

## 主な作品
- アパッチ Apache
- キャット・バルー Cat Ballou
- ベラクルス Vera Cruz
- マーティ Marty
- 許されざる者 The Unforgiven
- 終身犯 Birdman of Alcatraz
- 大西部への道 The Way West
- 深く静かに潜航せよ Run Silent, Run Deep
- 旅路 Separate Tables
- 隊長ブーリバ Taras Bulba